# Bistum Odienné
Das Bistum Odienné (lat.: Dioecesis Odiennensis) ist eine in der Elfenbeinküste gelegene römisch-katholische Diözese mit Sitz in Odienné.

## Geschichte
Das Bistum Odienné wurde am 19. Dezember 1994 durch Papst Johannes Paul II. mit der Apostolischen Konstitution Ad aeternam aus Gebietsabtretungen der Bistümer Daloa, Korhogo und Man errichtet. Es ist dem Erzbistum Korhogo als Suffraganbistum unterstellt.

## Bischöfe von Odienné
- Maurice Konan Kouassi, 1994–2005, dann Bischof von Daloa
- Salomon Lezoutié, 2005–2009, dann Koadjutorbischof von Yopougon
- Antoine Koné, 2009–2019
- Alain Clément Amiezi, seit 2022